# Вильбрехт, Александр Михайлович
Александр Михайлович Вильбрехт (Вильдбрехт) (23 ноября 1757, Санкт-Петербург — 2 декабря 1823, там же) — русский математик, географ, картограф, астроном.

## Биография
Александр Вильбрехт родился 23 ноября 1757 года в городе Санкт-Петербурге.
Преподавал высшую математику в Горном кадетском корпусе.
Состоял географом картографом в Географическом отделе Кабинета Её Императорского Величества, учреждённом в царствование Екатерины Великой.  Вильбрехт внёс основной вклад в составлении нескольких атласов Российской империи (в частности, в 1792 и 1800).
- Вильбрехт, А. Карта представляющая открытия Российских мореплавателей на Тихом океане и английского капитана Кукка. Санкт-Петербург, Россия: издатель не указан, 1787[1].
- Вильдбрехт, А. Гравир. А. Савинков, И. Леонов. Вырез. Т. Михайлов. Российский атлас, из сорока четырёх карт состоящий и на сорок два наместничества империю разделяющий. Санкт-Петербург, Россия: Горное училище, 1792.
- Вильбрехт, А., Харитонов, Г.Г.  Российский атлас из сорока трех карт состоящий и на сорок одну губернию Империю разделяющий. Санкт-Петербург, Россия: издатель не указан, до 1800, 1796. Карта[2][3].
- Вильбрехт, А. Российский атлас из сорока трех карт состоящий и на сорок одну губернию Империю разделяющий. Санкт-Петербург, Россия: Географический отдел, 1800[4][5].
- Вильбрехт, А. Карта морских открытий Российскими мореплавателями на Тихом и Ледовитом морях: в разных годах учинённых. Санкт-Петербург: Депо картографии, 1802[6].

16 февраля 1814 года стал членом-корреспондентом Императорской Санкт-Петербургской Академии наук.
Александр Михайлович Вильбрехт скончался 2 декабря 1823 года в родном городе.

## Карты
1. 1 2  Karta predstavli︠a︡i︠u︡shchai︠a︡ otkrytii︠a︡ Rossiĭskikh moreplavateleĭ na Tikhom okeane i angliĭskogo kapitana Kukka. Library of Congress, Washington, D.C. 20540 USA (1787). Дата обращения: 12 октября 2022. Архивировано 12 октября 2022 года.
2. 1 2  01. Карта генеральная Российской империи | Геопортал Русского географического общества. geoportal.rgo.ru. Дата обращения: 12 октября 2022. Архивировано 12 октября 2022 года.
3. 1 2  General'nai︠a︡ karta Rossiĭskoĭ Imperii na sorok odnu gubernii︠u︡ razdelennoĭ. Library of Congress, Washington, D.C. 20540 USA (1796). Дата обращения: 12 октября 2022. Архивировано 12 октября 2022 года.
4. 1 2  Karta Tobol'skoĭ gubernii iz 16 uezdov. Library of Congress, Washington, D.C. 20540 USA (1800). Дата обращения: 12 октября 2022. Архивировано 12 октября 2022 года.
5. 1 2  Российский атлас, из сорока трёх карт состоящий и на сорок одну губернию Империю разделяющий (1800) | Геопортал Русского географического общества. geoportal.rgo.ru. Дата обращения: 12 октября 2022. Архивировано 12 октября 2022 года.
6. 1 2  Karta morskikh otkrytīĭ Rosīĭskimi moreplavateli︠a︡mi na Tikhom i Ledovitom mori︠a︡kh : v raznykh godakh uchinennykh. Library of Congress, Washington, D.C. 20540 USA (1802). Дата обращения: 12 октября 2022. Архивировано 12 октября 2022 года.